# Gilbert-Bambuslemur
Der Gilbert-Bambuslemur (Hapalemur gilberti) ist eine Primatenart aus der Gruppe der Lemuren. Er wurde 2007 erstbeschrieben und 2008 von Mittermeier et al. in den Rang einer eigenen Art erhoben.
Über diese Art ist sehr wenig bekannt, da sie bislang nur aufgrund von Unterschieden im Karyotyp vom Östlichen Bambuslemur abgetrennt wurde. Es sind relativ kleine Primaten, das Fell ist an der Oberseite graubraun und an der Unterseite hellgrau-weißlich. Der Schwanz ist lang und buschig und die Ohren sind rundlich.
Die zwei bislang aus freier Natur bekannten Exemplare des Gilbert-Bambuslemuren stammen aus der Beanamalao-Region im östlichen Madagaskar zwischen den Flüssen Onive und Nosivolo. Wie weit sich ihr Verbreitungsgebiet erstreckt, ist nicht bekannt. Ihr Lebensraum sind mit Bambus bestandene Regenwälder, ansonsten ist über ihre Lebensweise wenig bekannt. Wie alle Bambuslemuren dürften sie in kleinen Familiengruppen leben und sich vorwiegend von Bambus ernähren.
Über den Gefährdungsgrad gibt es aufgrund der unklaren Abgrenzung zum Östlichen Bambuslemuren keine Angaben, die IUCN listet den Gilbert-Bambuslemur (noch als Unterart des Östlichen Bambuslemuren) unter „zu wenig Daten vorhanden“ (data deficient).